# EV Zug
EV Zug är ett ishockeylag från staden Zug i centrala Schweiz. Laget spelar i National League som är den högsta ishockeyligan i Schweiz.
Laget hette från början mellan 1953 och 1967 Baarer SC. 1967 flyttade dock laget till den nya ishallen Herti i Zug och fick då namnet EV Zug.
Klubben spelade säsongen 1967/1968 i 2. Liga som är den fjärde högsta ishockeyligan i Schweiz. Redan säsongen 1968/1969 nådde laget uppflyttning till 1. Liga. Efter några år utan större ambitioner satsade klubben till säsongen 1973/1974 att ta sig upp till Nationalliga B, vilket klubben också lyckades med. Två år senare, säsongen 1975-1976, gick laget upp till Nationalliga A. Klubben åkte dock direkt tillbaka till Nationalliga B och spelade några säsonger innan klubben åkte ner till 1.Liga igen. Då hade klubben även ekonomiska problem.
Klubben kom dock igen och nådde uppflyttning till Nationalliga B 1982/1983, och uppflyttning till Nationalliga A 1986/1987.
Sedan dess har laget hållit sig kvar i Nationalliga A, och lyckades även vinna den schweiziska ligan säsongen 1997/1998.